# 披针叶榛
披针叶榛（学名：Corylus fargesii）为桦木科榛属的植物，为中国的特有植物。分布于中国大陆的四川、湖北、陕西、甘肃、河南、贵州等地，生长于海拔800米至3,000米的地区，多生于山谷林中。